# Tiếng Telugu
Tiếng Telugu (తెలుగు, [t̪el̪uɡu]) là một ngôn ngữ Dravdia bản địa. Thứ tiếng này, cùng với tiếng Hindi, tiếng Anh và tiếng Bengal, là một trong số ít ngôn ngữ có địa vị chính thức ở hơn một bang. Đây là ngôn ngữ chính của Andhra Pradesh và Telangana, với cộng đồng người nói thiểu số đáng kể ở các bang khác. Nó là một trong sáu ngôn ngữ mà chính phủ Ấn Độ xác định là "ngôn ngữ cổ điển".
Tiếng Telugu đứng thứ ba về số người bản ngữ tại Ấn Độ (74  triệu vào thời điểm 2001), và đứng thứ mười sáu trên danh sách ngôn ngữ theo số người nói của Ethnologue. Nó là một trong 22 ngôn ngữ có địa vị chính thức theo hiến pháp Ấn Độ.